# Igneocumulus yuccae
Igneocumulus yuccae — вид грибів, що належить до монотипового роду  Igneocumulus.